# Hasta La Vista (sang)
"Hasta La Vista" er en sang af det serbiske band Hurricane. Den skal repræsentere Serbien ved Eurovision Song Contest 2020, som siden blev aflyst.